# Winfried Grabe
Winfried Grabe (né en 1963 à Munich) est un compositeur, violoniste et chef d'orchestre allemand.

## Biographie
Winfried Grabe étudie le violon auprès d'Otto Büchner et Kurt Guntner à la Hochschule für Musik und Theater München. En outre, il étudie la musique de chambre à l'École supérieure de musique de Stuttgart dans le Quatuor Seraphin auprès du Quatuor Melos. Depuis les années 1980, il joue avec l'Orchestre de l'Opéra d'État de Bavière, l'Orchestre philharmonique de Munich, l'Orchestre symphonique de la Radiodiffusion bavaroise et en tant que violon solo avec l'Orchestre symphonique de Munich. Depuis 1991, il est violon solo de l'Amati Ensemble München, de l'Augsburger Kammersolisten et du Würzburger Bachorchester. Grabe donne régulièrement des concerts en tant que soliste ; le répertoire comprend des œuvres du baroque au moderne. En 1993, Grabe prend la direction artistique de l'Ensemble Haar, depuis il dirigé de nombreux concerts avec différents orchestres. En tant que compositeur de musiques de film, Winfried Grabe prend part à de nombreux films pour le cinéma, la télévision et la publicité, y compris le court métrage Gregors größte Erfindung (de), nommé aux Oscars.
Il produit la musique du documentaire Seelenvögel (de) sorti en 2009. L'un des enfants est son fils Leonard (Lenni), qui avait une leucémie et qui est malheureusement décédé pendant le tournage. Sa famille est accompagnée par la caméra pendant un certain temps.

## Filmographie
- 1997 : Hunger – Sehnsucht nach Liebe (de)
- 2001 : Gregors größte Erfindung (de)
- 2006 : Nachbeben
- 2011 : Von Mäusen und Lügen (de) (TV)
- 2012 : Heiraten ist auch keine Lösung (TV)
- 2012 : Le Petit Chaperon rouge (de)

## Source
- (de) Cet article est partiellement ou en totalité issu de l’article de Wikipédia en allemand intitulé « Winfried Grabe » (voir la liste des auteurs).